# Frank Schrauwen
Frank Schrauwen  est un footballeur belge, né le 4 juillet 1948 et mort le 26 décembre 2005.
Il évolue sous les couleurs du K Beerschot VAV dans les années 1960 et 1970, remportant la Coupe de Belgique en 1979 avec le club anversois. Il  a joué 285 matches du championnat de Belgique et inscrit 25 buts.

## Palmarès
- Vainqueur de la Coupe de Belgique en 1979 avec le K Beerschot VAV
- Finaliste de la Coupe de Belgique en 1968 avec le K Beerschot VAV